# 阿德狗讓
阿德狗讓（A Tek Kaujong，1592年—1661年）是台灣中部拍瀑拉族的戰士，領導族人與明鄭軍隊作戰，最後中伏擊而死。
歷史文件中以阿德狗讓之名紀錄；中村孝志則認為阿德狗讓並非人名，而是「大肚番」的別稱。

## 事蹟
西元1661年6月，根據歐陽泰《決戰熱蘭遮城》引用的《熱蘭遮城日誌》，當時宣毅前鎮陳澤，奉命率士兵與家眷，前往台灣中部屯墾與大肚王國阿德狗讓遭遇，阿德狗讓表面率眾歌舞設宴，大表歡迎。但當夜，阿德狗讓用計即率勇士，突襲鄭軍營地。並從四面八方放火燒林，屠殺鄭軍。有一千五百名鄭軍死亡。
但根據小說《臺灣外記》描述，卻是明軍將領張志與黃昭遣發屯墾北路。因為縱管事楊高凌削土番，激發大肚番阿德狗讓殺楊高並圍攻軍營，以標槍殺死左先鋒楊祖。
7月，鄭成功派黃安、陳瑞二將領征討。最後以伏擊戰術斬殺阿德狗讓。

## 地名說
中村孝志則認為a-tek Kaujong之a-tek為無意義的發語音，Kaujong則為大肚番的別稱Hajovan，並非人名

## 其他
近代作家考慮到將「狗」嵌於名字中有種族歧視疑慮，於是以其他漢字取代。比如用音近的a tek kāu jiông轉寫為台語漢字「阿德厚絨」。
又如小說《大語符紋路》中，作者參考鄒族朋友建議以「阿德克故浪」稱呼。

## 外部連結
- 中央研究院民族學研究所數位典藏 大肚傳奇
- 典藏台灣 荷蘭統治下位於台灣中西部的Quataong村落
- 有關阿德克故浪(A Tek Kaujong)的事蹟 （页面存档备份，存于）